# Inaczej (grupa literacka)
Inaczej – pierwsza powojenna grupa literacka działająca w Krakowie od 1945 do końca 1946 roku. Należeli do niej Tadeusz Jęczalik, Tadeusz Kubiak, Stanisław Lem, Jerzy Lovell, Wisława Szymborska, Adam Włodek, Zdzisław Wróblewski. Nazwa grupy pochodzi od jednodniówki Inaczej, wydanej po zamknięciu dodatku do „Dziennika Polskiego” pt. „Walka”, w którym grupa zaczęła się zawiązywać. Swoje utwory ogłaszali w tygodniku „Naprzód” (organ Polskiej Partii Socjalistycznej) i w „Świetlicy Krakowskiej”. Grupa nie posiadała jasno sprecyzowanego programu literackiego – twórców łączyła raczej jedność pokoleniowa oraz potrzeba pisania.